# Scacchia ludus

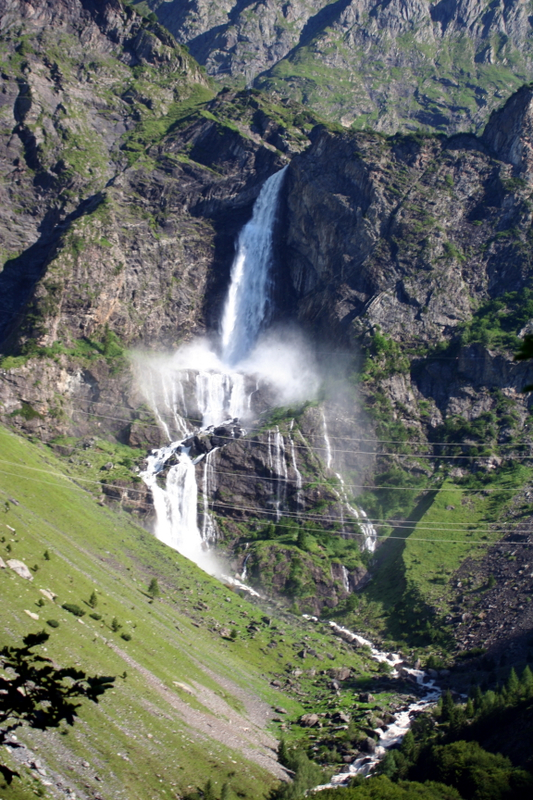
Водоспад на р., в якій, за Відою, жила німфа Скахія

Scacchia ludus (в перекладі з латини «гра в шахи») — поема, написана гуманістом і католоцьким єпископом Марком Джероламо (Єронімом) Відою близько 1513 року.
Вперше опублікований анонімно в 1525 році твір через два роки з'явився в авторизованому виданні. Це один з перших творів на шахову тематику, що використовує сучасні правила гри (сформульовані в кінці XV ст.)
В поемі викладений авторський міф про появу назви шахів. В ній змальована шахова партія, яку грають Аполлон і Меркурій, а судить Юпітер у присутності інших олімпійських богів. Партія характеризується цікавими ходами (жертви фігур, перетворення пішака), хитрощами та зовнішніми підказками суперникам. Вона закінчується перемогою Меркурія у ендшпілі короля з ферзем проти аполлонового короля. Після перемоги Меркурій дає шахову дошку німфі річки Серіо Скахії та навчає її правилам гри, щоб спокусити її. За словами автора, назва гри в шахи походить від імені німфи.
Щоб уникнути анахронізмів та удревнити мову автор вдався до перейменування шахових фігур. До того ж ці назви відрізняються у різних редакціях твору. Замість звичного для італійських шахістів прапороносця (alfinius) слон зветься лучником (sagittifer), а тура — слоном (elephas). В ранішому виданні для них використані назви «кентавр» і «циклоп». Ферзя Віда іноді називає амазонкою. Всі фігури, правила їх переміщення, хід гри між Аполлоном і Меркурієм, всі інтриги богів за та поза шахівницею описані поетом надзвичайно пишною мовою в 658 рядках.
Поема мала великий успіх, була опублікована у понад трьох сотнях видань (як латиною, так і перекладена основними європейськими мовами). Крім іншого, текст уславлює високі моральні якості шахів, на відміну від інших ігор того часу, таких як карти та кості.

## Зовнішні посилання
- Текст поеми [Архівовано 20 липня 2017 у Wayback Machine.] латиною
- Текст поеми [Архівовано 30 січня 2022 у Wayback Machine.] англійською